# Stigmella condaliafoliella
Stigmella condaliafoliella là một loài bướm đêm thuộc họ Nepticulidae. Nó được tìm thấy ở Florida.
Sải cánh dài 2.8-3.1 mm.
Ấu trùng ăn Condalia ferrea.Chúng ăn lá nơi chúng làm tổ. The mine is located at the upper-side of the leaf và is described as serpentine with black frass in a continuous central line.